# Медведево (Торопецкий район)
Медве́дево — деревня в Торопецком районе Тверской области. Входит в состав Плоскошского сельского поселения. 

## История
На топографической карте Фёдора Шуберта, изданной в 1871 году обозначена деревня Медведовка. Имела 5 дворов. 
На карте РККА 1923—1941 годов обозначена деревня Медведево. Имела 16 дворов. 
До 2013 года деревня входила в состав Волокского сельского поселения.

## География
Расположена примерно в 1 километре к востоку от села Волок у слияния рек Серёжа и Столопенка.

## Население
| 2010 |
| ---- |
| 1    |

Население по переписи 2002 года — 8 человек.